# عبد الله بن مالك الجيشاني
عبد الله بن مالك الجيشاني يعرف بـأبي تميم الجيشاني، المتوفى عام: 77 هـ أو 78 هـ، واسمه عبد الله بن مالك بن أبي الأسحم، كنيته أبو تميم، ولد هو وأخوه سيف في عصر النبوة وقدما المدينة في زمن خلافة عمر بن الخطاب. يعد أبو تميم الجيشاني من أئمة التابعين بمصر، ومن رواة الحديث، روى عن عمر وعلي. عده أبو إسحاق الشيرازي في الطبقة الأولى من فقهاء التابعين بمصر. وكان ثقة، من أعبد أهل مصر. وروى عن عمر وعلي وأبي ذر. وتوفي سنة سبع وسبعين للهجرة، وروى له مسلم والترمذي والنسائي وابن ماجة. قال الذهبي: «وهو أخو سيف، ولدا في حياة النبي ﷺ وقدما المدينة زمن عمر».

## علمه وروايته
كان أبو تميم الجيشاني من أعلام التابعين، وفقهائهم، وكان ثقة، روى عن عمر بن الخطاب وعلي بن أبي طالب ومعاذ بن جبل وأبي ذر الغفاري، وحدث عنهم، وقرأ القرآن على معاذ بن جبل.
قال ابن هبيرة: سمعت أبا تميم الجيشاني يقول: أقرأني معاذ القرآن حين بعثه النبي ﷺ إلى اليمن. وروى الأعمش عن إبراهيم قال: قال ابن مسعود: جاء معاذ فقال لي النبي ﷺ: أقرئه، فأقرأته ما كان معي، ثم كنت أنا وهو إلى رسول الله يقرئنا.
روى عنه عبد الله بن هبيرة وكعب بن علقمة ومرثد بن عبد الله اليزني وبكر بن سوادة وغيرهم.

## مكانته العلمية
كانت له مكانة علمية حيث يعد من رواة الحديث، وذكره ابن سعد في الطبقات الكبرى وقال: «أبو تميم الجيشاني: وكان ثقة روى عن عمر وعلي رضي الله تعالى عنهما». عده أبو إسحاق الشيرازي في الطبقة الأولى من فقهاء التابعين بمصر، وقال: ومنهم: عبد الرحمن بن عسيلة الصنابحي، وأبو تميم عبد الله بن مالك الجيشاني، وهما من أصحاب عمر.
ذكره الصفدي فقال: أبو تميم الجيشاني عبد الله بن مالك، أبو تميم الجيشاني، هو أخو سيف. ولد في حياة رسول الله صلى الله عليه وسلم وقدما المدينة زمن عمر رضي الله عنه وقرآ القرآن على معاذ بن جبل.

## وفاته
قال ابن سعد: مات قديما سنة سبع أو ثمان وسبعين في خلافة عبد الملك بن مروان. وقال سعيد بن عفير: توفي أبو تميم سنة سبع وسبعين.